# Sambijský poloostrov

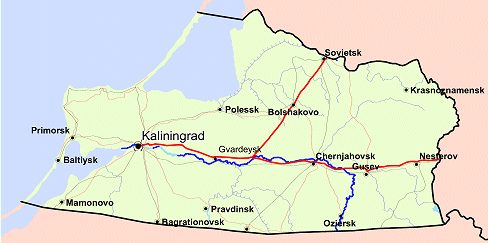
Poloostrov leží severozápadně od Kaliningradu

Sambijský poloostrov nebo krátce Sambie (německy Samland, rusky Калининградский полуостров / Kaliningradský poloostrov nebo Земландский полуостров) je poloostrov v Baltském moři mezi Viselským a Kurským zálivem. Náleží Kaliningradské oblasti dnešní Ruské federace, historicky byl součástí Východního Pruska. Jsou zde největší světové zásoby jantaru.

## Geografie
Poloostrov má obdélný tvar protažený v rovnoběžkovém směru, měří až 75 km na délku, 30 km na šířku a má rozlohu asi 900 kilometrů čtverečních. Nejvyšším bodem je 111 metrů vysoký kopec Galtgarben.
Na jižním okraji se nachází oblastní středisko Kaliningrad, dále podél pobřeží leží města Svetlij (Светлый), Baltijsk, Světlogorsk a Zelenogradsk. V rámci oblasti patří Sambie k nejrozvinutějším a nejvíce zalidněným částem.
Na západním okraji poloostrova (v blízkosti městečka Jantarnyj) jsou největší světové zásoby jantaru, který je zde těžen v povrchových dolech.